# Свизинский, Валерий Иванович
Валерий Иванович Свизинский (бел. ; род. 19 апреля 1956) — советский и белорусский шашист и шашечный композитор. Единственный чемпион Беларуси по двум дисциплинам: международные шашки (1992) и шашечной композиции (1978).
Участник чемпионата СССР по международным шашкам (1990, 18 место).
Мастер спорта СССР по шашкам, международный мастер
Член (с 9 августа 1986 года) символического клуба победителей чемпионов мира Роба Клерка.
FMJD-Id: 10064